# Stenocercus humeralis
Stenocercus humeralis là một loài thằn lằn trong họ Tropiduridae. Loài này được Günther mô tả khoa học đầu tiên năm 1859.